# Mistrzostwa Azji w Saneczkarstwie 2025
10. Mistrzostwa Azji w Saneczkarstwie 2025 odbyły się w ramach zawodów Pucharu Świata w dniach 15–16 lutego 2025 r. w południowokoreańskim Pjongczangu. Zawodnicy rywalizowali w trzech konkurencjach: jedynkach kobiet, jedynkach mężczyzn i dwójkach mężczyzn.

## Terminarz
| Data           | Miejscowość | Konkurencja      | Złoto           | Srebro       | Brąz        |
| -------------- | ----------- | ---------------- | --------------- | ------------ | ----------- |
| 15 lutego 2025 | Pjongczang  | Dwójki mężczyzn  | —               | —            | —           |
| 15 lutego 2025 | Pjongczang  | Jedynki mężczyzn | Seiya Kobayashi | Li Jing      | Kim Ji-min  |
| 16 lutego 2025 | Pjongczang  | Jedynki kobiet   | Jung Hye-sun    | Wang Peixuan | Shin Yu-bin |

## Wyniki

### Jedynki kobiet
| Pozycja | Zawodniczka  | Reprezentacja    | 1. ślizg | 2. ślizg | Suma     | Strata |
| ------- | ------------ | ---------------- | -------- | -------- | -------- | ------ |
|         | Jung Hye-sun | Korea Południowa | 47.399   | 47.560   | 1:34.959 | —      |
|         | Wang Peixuan | Chiny            | 47.897   | 47.500   | 1:35.397 | +0.438 |
|         | Shin Yu-bin  | Korea Południowa | 48.009   | 48.341   | 1:36.350 | +1.391 |
| 4.      | Kim So-yoon  | Korea Południowa | 48.025   | NQ       | 48.025   | —      |
| 5.      | Park Ji-ye   | Korea Południowa | 48.403   | NQ       | 48.403   | —      |
| 6.      | Hu Huilan    | Chiny            | 48.665   | NQ       | 48.665   | —      |

### Jedynki mężczyzn
| Pozycja | Zawodnik        | Reprezentacja    | 1. ślizg | 2. ślizg | Suma     | Strata |
| ------- | --------------- | ---------------- | -------- | -------- | -------- | ------ |
|         | Seiya Kobayashi | Japonia          | 48.964   | 48.884   | 1:37.848 | —      |
|         | Li Jing         | Chiny            | 49.956   | NQ       | 49.956   | —      |
|         | Kim Ji-min      | Korea Południowa | 50.190   | NQ       | 50.190   | —      |
| —       | Bao Zhenyu      | Chiny            | DSQ      | —        | DSQ      | —      |

### Dwójki mężczyzn
| Pozycja | Zawodnicy               | Reprezentacja | 1. ślizg | 2. ślizg | Suma   | Strata |
| ------- | ----------------------- | ------------- | -------- | -------- | ------ | ------ |
| —       | Saikeyi Jubayi Hou Shuo | Chiny         | DNF      | —        | 28.446 | —      |

## Klasyfikacja medalowa
| Miejsce | Państwo          |   |   |   | Razem |
| ------- | ---------------- | - | - | - | ----- |
| 1.      | Korea Południowa | 1 | 0 | 2 | 3     |
| 2.      | Japonia          | 1 | 0 | 0 | 1     |
| 3.      | Chiny            | 0 | 2 | 0 | 2     |